# Totopo

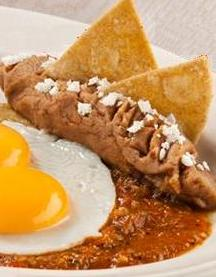
Totopos sobre frijoles refritos.

Los totopos —del náhuatl totopóchtic "cosa muy tostada"— son una fritura de origen mexicano, elaborado con base en trozos de maíz nixtamalizado o a partir de tortilla de maíz frita o tostada hasta adquirir una textura crujiente. Inicialmente, fueron triangulares, luego hubo rectangulares y circulares. En Costa Rica, reciben el nombre de doraditas. 
Suelen consumirse como parte de la botana, en compañía de frijoles, salsas, guacamole, etc. Es posible encontrar en los establecimientos comerciales diversas marcas comerciales. 
Los totopos provienen de las culturas prehispánicas, específicamente del nombre de la acción totopochtli, que en náhuatl significa dorar o tostar.Estos trozos pueden ser de tostadas de maíz, cocinadas indirectamente al fuego en recipientes de barro (comal) y sin freír. Son crocantes, sin ser duras. 

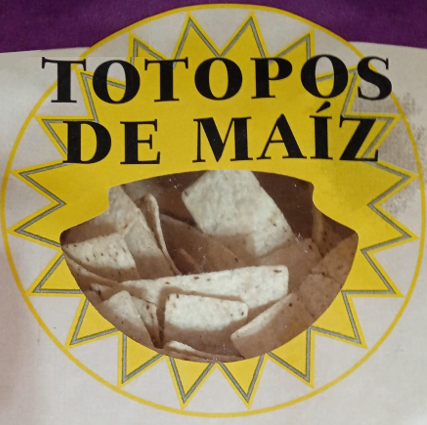
Totopo de maíz en forma rectangular

En algunos lugares son hechas como pequeñas tostaditas circulares de 10 cm de diámetro. Es común encontrarlos a la venta tanto fritos como horneados. Esta última variedad es la más reconocida actualmente por los habitantes del país.
Los totopos son también elaborados a partir de tortillas de maíz, o con masa de maíz (como los tortilla chips). Frecuentemente la elaboración responde a la conveniencia de aprovechar sobrantes de tortillas que aun son comestibles, pero ya no están frescas.
El consumo de totopos tradicionales es fuertemente en México, principalmente en los estados de Oaxaca y Chiapas, aunque su uso se ha ido extendiendo a Norteamérica y Centroamérica.
El totopo también es utilizado para preparar los chilaquiles, los cuales los elaboran introduciendo los totopos en salsa hirviendo, y posteriormente extrayéndolos. Otro método más reciente por su rapidez, es bañar con salsa los totopos en el plato, aunque no es del gusto de los paladares más exigentes.